# Herbie Crichlow
Herbert St. Clair Crichlow (26 de novembro de 1968) conhecido profissionalmente como Herbie Crichlow ou apenas Herbie, é um cantor, compositor e produtor musical britânico. Apesar de nascido na Inglaterra foi criado em Barbados. Em 1994, lançou seu single de estreia "Pick It Up" e no ano seguinte seu primeiro álbum de estúdio, Fingers. 
Paralelamente a sua carreira de cantor, Crichlow realizou ainda no início dos anos 90, trabalhos de composição e produção de canções para diversos artistas e ingressou no Cheiron Studios, localizado na Suécia, levando-o a colaborações exitosas com Denniz Pop e Max Martin, entre outros produtores. Em 1997, recebeu o Prêmio Especial do projeto de Não Violência da ONU, por trabalhos destacados. Crichlow criou hits para artistas pop como Backstreet Boys, Leila K, Robyn, Zayn Malik, Five, entre muitos outros. Suas canções foram indicadas ao Grammy cinco vezes.

## Discografia

### Álbuns
- Fingers (1995)

### Singles
- "Pick It Up" (1994)
- "Right Type of Mood" (1995)
- "I Believe" (1995)
- "Big Funky Dealer" (1995)
- "Rainbow Child" (1995)
- "The Skank" (1996)
- "Clap Your Hands" (1996)
- "The Rush" (2017)

## Créditos de composição e/ou produção e colaborações
| Ano  | Artista                              | Canção                                | Álbum                             |
| ---- | ------------------------------------ | ------------------------------------- | --------------------------------- |
| 1993 | Alagami                              | "Buggin Like Taps"                    | Covert Operations                 |
| 1993 | Leila K.                             | "Open Sesame"                         | Carousel                          |
| 1993 | Leila K.                             | "Carousel"                            | Carousel                          |
| 1993 | Leila K.                             | "Slow Motion"                         | Carousel                          |
| 1993 | Leila K.                             | "Glam"                                | Carousel                          |
| 1993 | Leila K.                             | "Check the Dan"                       | Carousel                          |
| 1993 | Leila K.                             | "Pyramid"                             | Carousel                          |
| 1993 | Leila K.                             | "Massively Massive"                   | Carousel                          |
| 1993 | Leila K.                             | "Close Your Eyes"                     | Carousel                          |
| 1994 | E-Type                               | "Hold Your Horses"                    | Made in Sweden                    |
| 1994 | E-Type                               | "Me No Want Miseria"                  | Made in Sweden                    |
| 1995 | DeDe                                 | "Party"                               | TBA (Totally Bombastic Anecdotes) |
| 1995 | Backstreet Boys                      | "We've Got It Goin' On"               | Backstreet Boys                   |
| 1996 | Backstreet Boys                      | "Quit Playing Games (with My Heart)"  | Backstreet Boys                   |
| 1996 | Backstreet Boys                      | "Nobody But You"                      | Backstreet Boys                   |
| 1996 | 3T                                   | "Gotta Be You"                        | Brotherhood                       |
| 1996 | Robyn                                | "Do You Know (What It Takes)"         | Robyn Is Here                     |
| 1996 | Leila K                              | "Electric"                            | Manic Panic                       |
| 1996 | Leila K                              | "Rude Boy" (feat. Papa Dee)           | Manic Panic                       |
| 1996 | Leila K                              | "Come on now"                         | Manic Panic                       |
| 1997 | Backstreet Boys                      | "That's The Way I Like It"            | Backstreet's Back                 |
| 1997 | DeDe                                 | "Say Say Say"                         | I Do                              |
| 1997 | DeDe                                 | "My Lover"                            | I Do                              |
| 1998 | Jessica Folker                       | "Tell Me Why"                         | Jessica                           |
| 1998 | Jessica Folker                       | "Tell Me What You Like"               | Jessica                           |
| 1998 | Five                                 | "It's The Things You Do"              | 5ive                              |
| 1998 | Five                                 | "Slam Dunk (Da Funk)"                 | 5ive                              |
| 1998 | Five                                 | "Everybody Get Up"                    | 5ive                              |
| 1998 | Five                                 | "Partyline 555-online"                | 5ive                              |
| 1998 | Five                                 | "Shake"                               | 5ive                              |
| 1998 | Five                                 | "My Song"                             | 5ive                              |
| 1998 | Five                                 | "Straight up Funk"                    | 5ive                              |
| 1998 | Five                                 | Official song for the N.B.A 1998      | -                                 |
| 1998 | Graaf Sisters                        | "You Got What I Want"                 | Graaf                             |
| 1999 | Backstreet Boys                      | "Show Me the Meaning of Being Lonely" | Millennium                        |
| 1999 | Five                                 | "Serious"                             | Invincible                        |
| 1999 | DeDe                                 | "Next To your Heart"                  | Metaphor                          |
| 1999 | DeDe                                 | "I'm In Love"                         | Metaphor                          |
| 1999 | DeDe                                 | "What Am I Gonna Do"                  | Metaphor                          |
| 2000 | Southside Rockers                    | "Jump"                                | Bravo Hits 30                     |
| 2001 | O-Town                               | "Sensitive"                           | O-Town                            |
| 2001 | Drain STH                            | Freaks Of Nature                      | "Simon Says"                      |
| 2002 | Ng3                                  | "Holler"                              | As Nasty as We Wanna Be           |
| 2002 | Ng3                                  | "Tainted Love"                        | As Nasty as We Wanna Be           |
| 2002 | Ng3                                  | "Ready Or Not"                        | As Nasty as We Wanna Be           |
| 2002 | Ng3                                  | "The Anthem"                          | As Nasty as We Wanna Be           |
| 2002 | Ng3                                  | "Keep Yo Head Up"                     | As Nasty as We Wanna Be           |
| 2002 | Ng3                                  | "Rumors"                              | As Nasty as We Wanna Be           |
| 2002 | Ng3                                  | "Ng3 for Life"                        | As Nasty as We Wanna Be           |
| 2002 | Ng3                                  | "Nasty Girls"                         | As Nasty as We Wanna Be           |
| 2002 | Ng3                                  | "My Way"                              | As Nasty as We Wanna Be           |
| 2002 | Supernatural                         | "Rock U"                              | Dreamcatcher                      |
| 2002 | Supernatural                         | "Kryptonite"                          | Dreamcatcher                      |
| 2002 | Supernatural                         | "Supernatural"                        | Dreamcatcher                      |
| 2002 | Supernatural                         | "I'm Gonna Love you"                  | Dreamcatcher                      |
| 2002 | Supernatural                         | "Show Me"                             | Dreamcatcher                      |
| 2002 | Supernatural                         | "Code Red"                            | Dreamcatcher                      |
| 2002 | Supernatural                         | "Don’t Pop me Down"                   | Dreamcatcher                      |
| 2002 | Supernatural                         | "Closer I get to you"                 | Dreamcatcher                      |
| 2002 | Supernatural                         | "Dance”                               | Dreamcatcher                      |
| 2004 | Ng3 Featuring Snap                   | "Ooops Up"                            | Lançamento sem álbum              |
| 2006 | W-inds                               | "Midnight Venus"                      | Thanks                            |
| 2006 | Al Di Meola                          | "Shame" feat. Joe                     | Vocal Rendezvous                  |
| 2006 | Al Di Meola                          | "That's the truth" feat. Angie Stone  | Vocal Rendezvous                  |
| 2006 | Andy Abraham                         | "All around the world"                | The Impossible Dream              |
| 2007 | Kat DeLuna                           | "You Are Only Mine"                   | 9 Lives (edição Konvict Muzik)    |
| 2007 | Nataliya                             | "Gone To Stay"                        | Everything and More               |
| 2012 | Stefanie Heinzmann                   | "Diggin' in the Dirt"                 | Stefanie Heinzmann                |
| 2012 | Abraham Mateo                        | "Señorita"                            | AM                                |
| 2013 | Danny Fernandes                      | "Overdose"                            | Breathe Again                     |
| 2013 | F(x)                                 | "Toy"                                 | Pink Tape                         |
| 2013 | TVXQ                                 | "Y3K"                                 | Time                              |
| 2013 | Shinee                               | "Punch Drunk Love"                    | Chapter 1. Dream Girl             |
| 2013 | Shinee                               | "Like a Fire"                         | Chapter 2. Why So Serious?        |
| 2013 | Shinee                               | "Destination"                         | Everybody                         |
| 2013 | Super Junior-M                       | "Stand Up"                            | Break Down                        |
| 2013 | Private                              | "Hell aint a bad place to be"         | Lançamento sem álbum              |
| 2013 | Ulrich Munther                       | "Crash test Dummies"                  | Rooftop                           |
| 2013 | Stan Walker                          | "Bully" (feat. Herbie Crichlow)       | Inventing Myself                  |
| 2013 | The Fooo conspiracy                  | "Build a girl"                        | Off the Grid                      |
| 2014 | Jane Zhang                           | "Together"                            | The Seventh Sense                 |
| 2014 | Faky                                 | "Girl Digger"                         | Girl Digger                       |
| 2014 | Sasha Lopez & Ale Blake feat. Broono | "Kiss You"                            | Lançamento sem álbum              |
| 2014 | The Baseballs                        | " Let it Go"                          | Game Day                          |
| 2014 | The Fooo conspiracy                  | "Fridays are Forever"                 | Off the Grid                      |
| 2014 | The Fooo conspiracy                  | "Jump"                                | Conspiration                      |
| 2014 | Abraham Mateo                        | "Who I Am"                            | Who I AM                          |
| 2015 | Sweet California                     | "GoodLovin"                           | Head For The Stars                |
| 2015 | Red Velvet                           | "Oh Boy"                              | The Red                           |
| 2015 | Nine Muses                           | "Hurt Locker"                         | 9Muses S/S Edition                |
| 2015 | W-inds                               | "Candle Light"                        | Blue Blood                        |
| 2015 | Momo Wu                              | "My Lips"                             | Next to the infinite              |
| 2016 | Zayn                                 | "TiO"                                 | Mind of Mine                      |
| 2016 | Taeyeon                              | "Up & Down"                           | Why                               |
| 2016 | Krishane                             | "Inconsiderate"                       | Inconsiderate                     |
| 2017 | Maja featuring Herbie                | "All Night"                           | Lançamento sem álbum              |
| 2017 | Igloo featuring River                | "Never Gonna Take U Back"             | Lançamento sem álbum              |
| 2017 | JIMNY Featuring Ruby Prophet         | "Waves"                               | Lançamento sem álbum              |
| 2017 | Rita Ora                             | "Kiss Me"                             | Fifty Shades Darker               |
| 2018 | Zayn                                 | "Good Years"                          | Icarus Falls                      |
| 2018 | Zayn                                 | "Common"                              | Icarus Falls                      |
| 2018 | LYSA                                 | "Lights On"                           | Lights On                         |
| 2019 | NxtGen feat. Will.i.am               | "Embrace"                             | Lançamento sem álbum              |